# 글래스턴베리

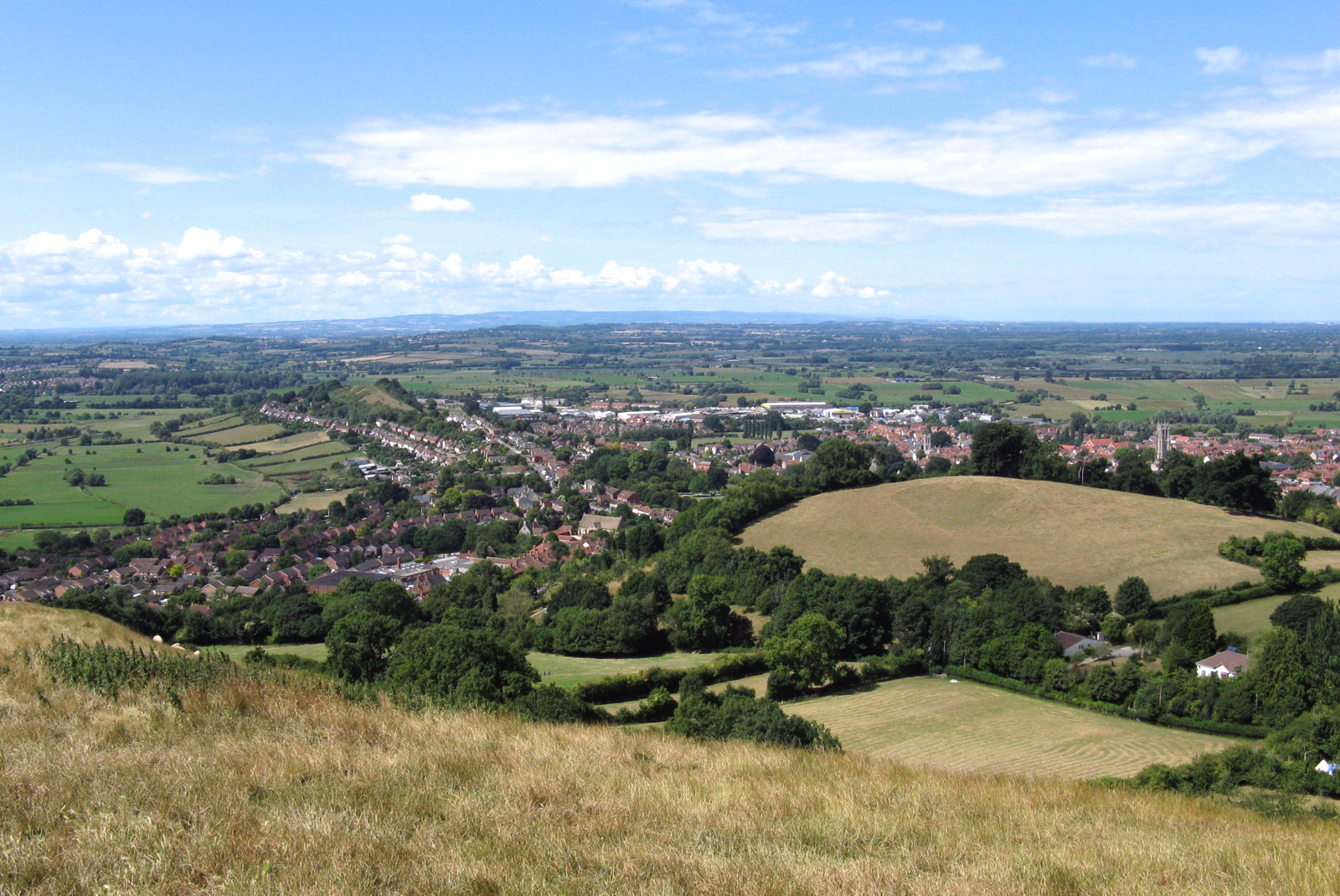
글래스턴베리 투어에서 내려다본 마을의 모습

글래스턴베리(Glastonbury)는 영국 잉글랜드 서머싯주에 있는 지역으로, 현재 마을이자 행정교구의 하나이다. 2011년 기준 약 9,000명의 인구가 거주하고 있다.
전설에 따르면 1세기에 아리마태아 요셉이 이 곳에 정착하였고, 이후 성당과 수도원이 차례로 세워졌다. 1191년에는 아서왕과 귀네비어 왕비의 유해가 이 곳에서 발견되었다고 하며, 성배 관련 전설도 남아있다. 이 곳의 융성은 1539년 헨리 8세의 수도원 철거령이 집행된 이후 차차 침체되었다.
마을 인근의 글래스턴베리 토어(Glastonbury Tor)로 불리는 언덕이 특히 중요한 유적으로 여겨진다. 토어는 현재 내셔널 트러스트(National Trust)에 의해 관리되고 있다.